# Shayne Piront
Shayne Piront (* 1. November 1996) ist eine belgische Politikerin der Partei für Freiheit und Fortschritt (PFF).

## Leben
Nach dem Abitur am Königlichen Athenäum in Sankt Vith schloss Shayne Piront 2017 eine duale Ausbildung im Bereich Finanzwissenschaften mit Spezialisierung im Bank- und Versicherungsbereich an der Autonomen Hochschule (AHS) in Eupen ab. Danach arbeitete sie als Anlageberaterin bei der KBC Bank. Außerdem wurde sie Lehrerin für Unternehmensgründung am Zentrum für Aus- und Weiterbildung des Mittelstandes (ZAVM) in Sankt Vith.
Piront engagierte sich politisch für die Partei für Freiheit und Fortschritt (PFF). Seit 2021 ist sie Präsidentin der Jugendabteilung dieser Partei und sitzt sie im Regionalvorstand der PFF. Im April 2022 wurde sie als Abgeordnete im Parlament der Deutschsprachigen Gemeinschaft vereidigt.